# Договір про перемир'я й прелімінарні умови миру між Українською СРР і Російською СФРР та Польщею 1920
Договір про перемир'я й прелімінарні умови миру між Українською СРР і Російською СФРР та Польщею — прелімінарний мирний договір, підписаний РСФРР і УСРР із Польською Республікою 12 жовтня 1920 року в столиці Латвії Ризі. 
Договір став проміжним етапом у переговорах між делегаціями РСФРР, УСРР і Польської республіки, які тривали ще 5 місяців і закінчилися підписанням Ризького мирного договору між РСФРР і УСРР та Польською Республікою 1921.

## Передумови
З квітня 1920 року між Польщею та Радянською Росією тривали військові дії. Війна йшла з перемінним успіхом.
Перші перемовини про вироблення умов припинення війни й укладення миру між сторонами почалися 17 серпня 1920 у Мінську. Відбулося п'ять пленарних засідань, але сторони не змогли дійти до спільного рішення.
Обидві сторони конфлікту — як Польща, так і Радянська Росія — прагнули миру. Польща на той час майже вичерпала всі свої ресурси; в Радянській Росії російські селяни у лавах РСЧА не бажали воювати за Україну та Білорусь. До того ж у Росії та Україні у 1920 році почалися селянські повстання проти більшовицької влади. Також більшовики намагалися завершити перемогою війну проти генерала Врангеля та до початку зими ліквідувати останній осередок «Білого руху».
Нарком закордонних справ РСФРР Георгій Чичерін запропонував вести перемовини в одному з міст Естонії. Міністр закордонних справ Польщі Євстахій Сапєга 30 серпня 1920 року запропонував Ригу. Після отримання дозволу уряду Латвії, 2 вересня 1920 року Г. Чичерін погодився на ведення перемовин у Ризі.

## Склад делегацій
Головою радянської делегації був призначений Адольф Йоффе. Членами делегації — нарком сільського господарства УСРР Дмитро Мануїльський та член колегії наркомату фінансів РСФРР Леонід Оболенський. Пізніше до них приєднався представник РСФРР та Грузії Сергій Кіров, який був призначений офіційним керівником радянської делегації. Але всі перемовини проводив А. Йоффе.
Радянська делегація була єдиною, а представництво УСРР — фіктивним. Її керівництво отримувало інструкції виключно з Москви, особисто від В. Леніна. Із Харкова — столиці УСРР інструкції до делегації не надходили.
Радянську делегацію супроводжували експерти, у тому числі військові, дипломатичний та технічний персонал. Усього в Ригу 12 вересня 1920 року прибули 30 чоловік.
До перемовин не був допущений представник Білоруської Соціалістичної Радянської Республіки, голова Ревкому Білорусі Олександр Черв'яков, якому керівником радянської делегації було повідомлено, що мир з Польщею укладає Росія. Від БСРР 10 вересня 1920 року були отримані формальні повноваження на ведення перемовин від її імені.
Польську делегацію очолював заступник міністра закордонних справ Ян Домбський. Його заступником був Владислав Грабський — депутат сейму, міністр казначейства. Делегація складалася із 10 повноважних делегатів.

## Хід перемовин та позиції сторін
Пропозицією радянської делегації на перемовинах було прийняття кордонів Польщі з БСРР та УСРР на лінії від кордонів Литви з Білоруссю до міста Біловежа, через Кам'янець-Литовський, далі на Любомль, через Володимир-Волинський, і далі — по річці Збруч.
Польська делегація не погодилася з цією пропозицією. В ході успішного наступу Війська Польського проти Червоної Армії поляки вийшли значно далі від тієї лінії, яку пропонувала як кордон радянська делегація. Враховуючи ці обставини та подальше погіршення позицій РСЧА, радянська сторона погодилася на польські пропозиції.

## Укладення та ратифікація договору
12 жовтня 1920 року о 19:30 за місцевим часом, у присутності десятків журналістів із різних країн відбулося підписання розлогого документа під назвою: «Договір про перемир'я та прелімінарні умови миру між РСФРР та УСРР з одного боку та Польщею з другого».
Особливістю договору було припинення вогню між протиборчими сторонами тільки через 6 діб після його підписання. Це дозволило польським військам продовжувати наступальні дії місцевого значення з метою покращення своїх позицій. Війська сторін залишалися на своїх місцях після припинення військових дій.
21 жовтня 1920 року договір про перемир'я та прелімінарні умови миру ратифікувала надзвичайна сесія Всеукраїнського Центрального виконавчого комітету, а 23 жовтня — надзвичайна сесія Всеросійського Центрального виконавчого комітету. 
Сейм Польщі ратифікував договір 22 жовтня. Обмін грамотами було здійснено у м. Лієпая у Латвії 2 листопада 1920 року. Договір набув чинності.

## Результати
Цим прелімінарним (попереднім) договором про умови миру Польська Республіка, виходячи з принципу самовизначення народів, визнавала незалежність Української СРР і Білоруської СРР. 
Кордон встановлювався по річці Збруч і далі на північ.  
Основним результатом договору про закінчення радянсько-польської війни став фактичний розділ української території між Росією та Польщею. До складу Радянської України увійшли Лівобережна та Правобережна Україна, до складу Польщі — Східна Галичина та Західна Волинь, які з того часу стали називати Західною Україною.
РСФРР і УСРР відмовлялися від усіх прав і претензій на землі на захід від визначеної договором лінії кордону, а Польська Республіка — на схід від неї.